# سيتارد

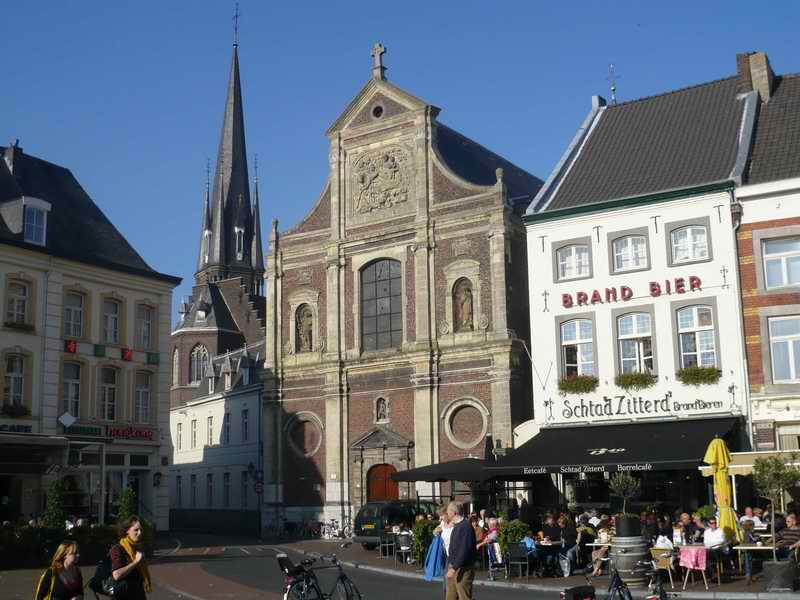
صورة مقربة لميدان السوق.

سيتارد (تنطق بالهولندية: [ˈsɪtɑrt]، بال(بالليمبورغية: Zitterd)‏) هي مدينة في هولندا، تقع في أقصى جنوب مقاطعة ليمبورخ. والبلدة جزء من بلدية سيتارد- خيلين

## اللهجة
Sittard dialect هي تنويعة خاصة من اللغة الليمبورخية.

## توأمة
لسيتارد اتفاقيات توأمة مع:
- فاليفو

## اعلام من سيتارد
- ويم هوف رجل الثلج
- هوب ستيفينز لاعب كرة قدم

## أعلام
- ديمي شورس
- ثيا فلمنج
- ويم هوف
- ويلي جانسين
- ليو هورن